# 24245 Ezratty
24245 Ezratty è un asteroide della fascia principale. Scoperto nel 1999, presenta un'orbita caratterizzata da un semiasse maggiore pari a 2,2778150 UA e da un'eccentricità di 0,1900179, inclinata di 6,07789° rispetto all'eclittica.